# پاشاکلا (دشت‌سر)
پاشاکلا، روستایی است از توابع بخش دشت‌سر شهرستان آمل در استان مازندران ایران.

## جمعیت
این روستا در دهستان دشت‌سر غربی قرار دارد و بر اساس سرشماری مرکز آمار ایران در سال ۱۳۸۵، جمعیت آن ۱۳۹۹ نفر (۳۷۰خانوار) بوده‌است. مردم این روستا به زبان طبری گویش میکنند.